# Championship League (snooker)
De Championship League is een professioneel snookertoernooi in Engeland. In 2020 werd een rankingtoernooi in het leven geroepen, maar al sinds 2008 bestaat het toernooi met dezelfde naam als niet-rankingtoernooi.
Het rankingtoernooi wordt gespeeld in een groepsfase, waarin de beste spelers zich plaatsen voor volgende groepen. De besten van de twee finalegroepen spelen de finale, best of 4.
Het non-rankingtoernooi werd voor het eerst gehouden in het voorjaar van 2008. De eerste editie werd gewonnen door Joe Perry. Ook daar wordt gespeeld in een groepsfase, waarvan de besten zich plaatsen voor de winnaarsgroep. De beste vier spelers daarvan spelen een play-off. In 2020 werden er geen play-offs gespeeld, maar was de beste van de winnaarsgroep de kampioen. Dat was Luca Brecel.

## Winnaars

### Ranking
| Jaar                          | Winnaar                       | Verliezend finalist           | Score                         | Seizoen                       |
| Championship League (ranking) | Championship League (ranking) | Championship League (ranking) | Championship League (ranking) | Championship League (ranking) |
| ----------------------------- | ----------------------------- | ----------------------------- | ----------------------------- | ----------------------------- |
| 2020                          | Kyren Wilson                  | Judd Trump                    | 3-1                           | 2020/2021                     |
| 2021                          | David Gilbert                 | Mark Allen                    | 3-1                           | 2021/2022                     |
| 2022                          | Luca Brecel                   | Lu Ning                       | 3-1                           | 2022/2023                     |
| 2023                          | Shaun Murphy                  | Mark Williams                 | 3-0                           | 2023/2024                     |
| 2024                          | Ali Carter                    | Jackson Page                  | 3-1                           | 2024/2025                     |
| 2025                          | Stephen Maguire               | Joe O'Connor                  | 3-1                           | 2025/2026                     |

### Invitational
| Jaar                              | Winnaar                           | Verliezend finalist               | Score                             | Seizoen                           |
| Championship League (non-ranking) | Championship League (non-ranking) | Championship League (non-ranking) | Championship League (non-ranking) | Championship League (non-ranking) |
| --------------------------------- | --------------------------------- | --------------------------------- | --------------------------------- | --------------------------------- |
| 2008                              | Joe Perry                         | Mark Selby                        | 3-1                               | 2007/2008                         |
| 2009                              | Judd Trump                        | Mark Selby                        | 3-2                               | 2008/2009                         |
| 2010                              | Marco Fu                          | Mark Allen                        | 3-2                               | 2009/2010                         |
| 2011                              | Matthew Stevens                   | Shaun Murphy                      | 3-1                               | 2010/2011                         |
| 2012                              | Ding Junhui                       | Judd Trump                        | 3-1                               | 2011/2012                         |
| 2013                              | Martin Gould                      | Ali Carter                        | 3-2                               | 2012/2013                         |
| 2014                              | Judd Trump                        | Martin Gould                      | 3-1                               | 2013/2014                         |
| 2015                              | Stuart Bingham                    | Mark Davis                        | 3-2                               | 2014/2015                         |
| 2016                              | Judd Trump                        | Ronnie O'Sullivan                 | 3-2                               | 2015/2016                         |
| 2017                              | John Higgins                      | Ryan Day                          | 3-0                               | 2016/2017                         |
| 2018                              | John Higgins                      | Zhou Yuelong                      | 3-2                               | 2017/2018                         |
| 2019a                             | Martin Gould                      | Jack Lisowski                     | 3-1                               | 2018/2019                         |
| 2019b                             | Scott Donaldson                   | Graeme Dott                       | 3-0                               | 2019/2020                         |
| 2020                              | Luca Brecel                       | Ben Woollaston                    | finalegroep                       | 2019/2020                         |
| 2021                              | Kyren Wilson                      | Mark Williams                     | 3-2                               | 2020/2021                         |
| 2022                              | John Higgins                      | Stuart Bingham                    | 3-2                               | 2021/2022                         |
| 2023                              | John Higgins                      | Judd Trump                        | 3-1                               | 2022/2023                         |
| 2024                              | Mark Selby                        | Joe O'Connor                      | 3-1                               | 2023/2024                         |
| 2025                              | Mark Selby                        | Kyren Wilson                      | 3-0                               | 2024/2025                         |